# Aeroporto de Umuarama
O Aeroporto Regional de Umuarama – Orlando de Carvalho (IATA: UMU, ICAO: SSUM) é um aeroporto brasileiro, localizado na cidade paranaense de Umuarama.
O aeródromo foi construído no final dos anos 50, ainda com pista de terra, posteriormente reformado e ampliado no final dos anos 70. Teve voos comerciais por um curto período, realizados pela extinta Sol Linhas Aéreas no ano de 2011, ligando o município a Curitiba e Toledo.

## Voos comerciais
Em 2015 a municipalidade iniciou tratativas com a empresa Azul Linhas Aéreas para dotar o aeroporto com voos comerciais, porém os voos só foram confirmados para janeiro de 2022, por meio da subsidiária Azul Conecta, que opera aeronaves Cessna Caravan, com destino a Curitiba.